# Wolvet

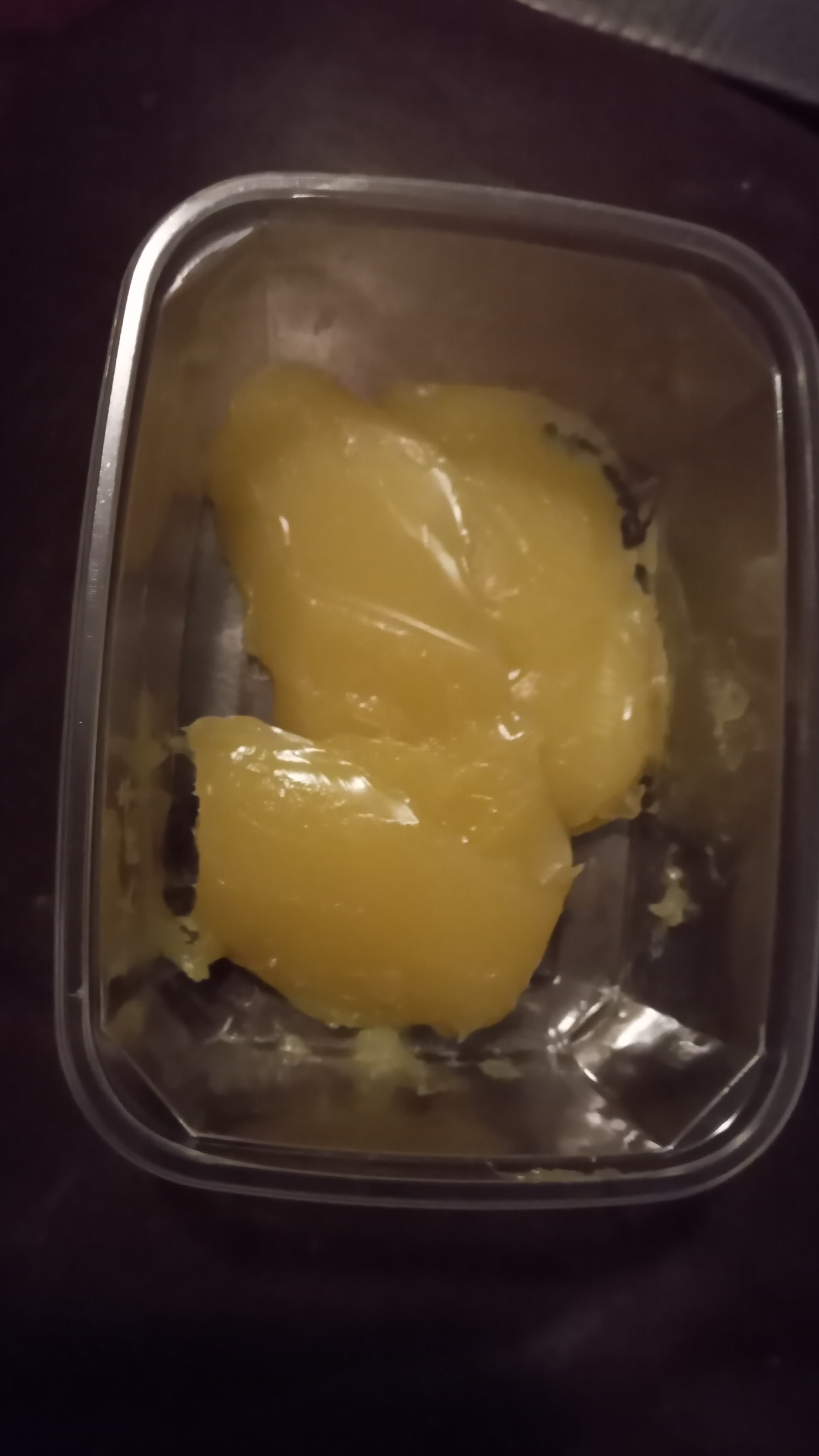
Wolvet of Lanoline, in een plastic kuipje

Wolvet of lanoline is het vet dat voorkomt in de wol van schapen.
Wolvet wordt uit wol gewonnen door het te wassen en vervolgens het water te laten verdampen. Daarna wordt het gereinigd. Wolvet wordt veel gebruikt in zalven en crèmes, omdat het goed in de hoornlaag van de huid trekt. Bovendien kan wolvet veel water vasthouden.
Wolvet bestaat voor een belangrijk deel uit esters van cholesterol, vandaar dat het ook wel wordt gebruikt als grondstof voor het maken van cholesterol. Wolvet is geen echt vet in de zin dat het niet of nauwelijks triglyceriden bevat, het bestaat grotendeels uit wassen.
Een beperkt deel van de bevolking is allergisch voor wolvet.
Het wolvet kan goed worden toegepast om luieruitslag te voorkomen, door tijdig de billen in te smeren krijgt de zure ontlasting geen kans om in de tere babyhuid door te dringen. Lanoline plakt nogal en dat maakt het lastig om dun aan te brengen, iets verwarmen maakt het vloeibaarder.
Ook wordt wolvet vaak gebruikt door moeders die borstvoeding geven. Tepelkloven zijn er goed mee te behandelen.
Wolvet wordt ook gebruikt ter vervaardiging van vitamine D3. Door dit met ultraviolet licht te bestralen wordt het wolvet omgezet in deze vitamine. Het procedé werd uitgevonden door Philips en hieruit is Philips-Duphar ontstaan.